# Equal Protection Clause
L'Equal Protection Clause (Clausola di pari protezione) è parte della prima sezione del XIV emendamento della Costituzione degli Stati Uniti d'America. La clausola, che ebbe efficacia nel 1868, fece sì che "nè dovrà ogni Stato... negare a ciascuna persona nella sua giurisdizione la medesima protezione della legge." Ciò significa che individui in medesime situazioni devono essere trattati allo stesso modo dalla legge.
Una delle principali motivazioni pet questa clausola era quella di convalidare l'eguaglianza dei provvedimenti contenuti nel Civil Rights Act of 1866, che garantiva che tutti i cittadini avrevvero avuto garantito il diritto ad un'eguale protezione della legge. Nel complesso, il Quattordicesimo Emendamento segnava un ampio ampio spostamento nel costituzionalismo americano, applicando sostanzialmente più restrizioni costituzionali contro gli stati di quelle che erano state applicate prima della Guerra Civile.
Il significato della Clausola di Equal Protection è stato oggetto di numerosi dibattiti, ed ispirò la famosa frase  "Pari Giustizia Nella Legge". Questa clausola fu alla base del procedimento "Brown contro l'Ufficio Formazione" del 1954, in cui la decisione della Corte Suprema degli Stati Uniti favorì lo smantellamento della segregazione razziale negli Stati Uniti.